# Associazione Calcio Entella 1964-1965
Questa pagina raccoglie le informazioni riguardanti l'Associazione Calcio Entella nelle competizioni ufficiali della stagione 1964-1965.

## Divise
| 1ª divisa | 2ª divisa | 3ª divisa |

## Rosa
| N. |                   | Ruolo | Calciatore         |
| -- | ----------------- | ----- | ------------------ |
|    | Italia (bandiera) | A     | Sergio Bettini     |
|    | Italia (bandiera) | C     | Tonino Cesarini    |
|    | Italia (bandiera) | C     | Walter Colombo     |
|    | Italia (bandiera) | D     | Giorgio Costantini |
|    | Italia (bandiera) | D     | Mario Delle Piane  |
|    | Italia (bandiera) | A     | Natalino De Rossi  |
|    | Italia (bandiera) | C     | Luigi Dossena      |
|    | Italia (bandiera) | C     | Giovanni Galeone   |
|    | Italia (bandiera) | A     | Francesco Gallina  |

| N. |                   | Ruolo | Calciatore          |
| -- | ----------------- | ----- | ------------------- |
|    | Italia (bandiera) | D     | Gianluigi Ginocchio |
|    | Italia (bandiera) | P     | Silvio Morasso      |
|    | Italia (bandiera) | D     | Ermes Nadalin       |
|    | Italia (bandiera) | A     | Basilio Parodi      |
|    | Italia (bandiera) | C     | Giorgio Piazza      |
|    | Italia (bandiera) | D     | Luciano Piquè       |
|    | Italia (bandiera) | C     | Marino Scabini      |
|    | Italia (bandiera) | A     | Giuliano Taccola    |